# Le Train de la mort
Série des films avec Basil Rathbone dans le rôle de Sherlock Holmes
Mission à Alger
(1945) La Clef
(1946)
Pour plus de détails, voir Fiche technique et Distribution.
Le Train de la mort  (Terror by Night) est un film américain réalisé par Roy William Neill, sorti en 1946.
Il s’agit du treizième film avec Basil Rathbone et Nigel Bruce dans les rôles respectifs de Sherlock Holmes et du docteur Watson.

## Synopsis
À Londres, une jeune femme, Vivian Vedder, vérifie que le charpentier a terminé le cercueil pour sa mère récemment décédée, qu'elle doit accompagner en Écosse par le train. Elle embarque, en même temps que Lady Margaret Carstairs (propriétaire du célèbre diamant « l'Étoile de Rhodésie »), son fils Ronald, Holmes (qui a été embauché pour protéger le diamant), l'inspecteur Lestrade (qui feint de partir pêcher dans le Nord mais qui est lui aussi chargé de sa sécurité), Watson et son ami le major Duncan-Bleek. Après le départ du train, Holmes et Watson examinent le diamant de 423 carats en compagnie de Lady Margaret et de Ronald.
Peu de temps après, Ronald est assassiné, apparemment empoisonné, et le diamant volé. Lady Margaret, cependant, semble plus affectée par la disparition de son diamant que par la mort de son fils.
Holmes soupçonne qu'un des passagers est le colonel Sebastian Moran, un fameux voleur de bijoux. Lestrade, Holmes et Watson interrogent les autres passagers, mais laissent de côté Vivian lorsqu'ils voient qu'elle est en deuil.
Peu de temps après, Holmes est attaqué par une mystérieuse personne qui le pousse hors du train. Laissé pour mort, il arrive néanmoins à remonter à bord, une fois son agresseur disparu. Plus tard, accompagné de Watson, ils découvrent un compartiment secret dans le cercueil de la mère de miss Vedder. Lorsqu'ils l'interrogent, celle-ci admet avoir été payée par un homme pour jouer le rôle d'une personne endeuillée. Holmes révèle alors à Lestrade que le diamant volé est une imitation, qu'il a lui même remplacé au moment où il l’examinait. La vrai pierre se voit donc confiée à l’inspecteur de police.
Dans le compartiment à bagages, Holmes et Watson trouvent le gardien assassiné par une fléchette empoisonnée. Pendant ce temps, Duncan-Bleek, qui n'est autre que le colonel Moran, est rejoint par un certain Sands, qui n'est autre que le criminel qui était caché à l'intérieur du cercueil. Ensemble, ils vont dans le compartiment de Lestrade, Sands l'assomme et lui vole le diamant, mais Moran abat également son comparse avec le même pistolet à fléchettes qui a servi pour les deux précédents crimes.
Le train fait un arrêt imprévu pour embarquer plusieurs policiers écossais, dirigés par l'inspecteur McDonald. Holmes informe ce dernier que Duncan-Bleek est en réalité Moran, celui-ci est arrêté et le diamant retrouvé dans son gilet, mais il saisit l'arme d'un policier et tire la sonnette d'alarme. Pendant la bagarre qui éclate alors que les lumières se sont éteintes, Holmes arrive à menotter Moran et le cache sous une table. Quand les lumières se rallument, les policiers quittent le train avec leur prisonnier, le visage couvert par un manteau.
Lorsque le train repart, Holmes révèle qu'il a découvert que McDonald était un imposteur et qu'il lui a repris le diamant pendant la bagarre, que les policiers écossais étaient en fait des membres de l'équipe de Moran et que celui qu'ils ont emmené était en fait Lestrade. Ce dernier les fait arrêter à la gare.

## Fiche technique
- Titre : Le Train de la mort
- Titre original : Terror by Night
- Réalisation : Roy William Neill
- Scénario : Frank Gruber, d'après les personnages de Sir Arthur Conan Doyle
- Directeur de la photographie : Maury Gertsman
- Montage : Saul A. Goodkind
- Direction artistique : John B. Goodman et Abraham Grossman
- Décorateur de plateau : Russell A. Gausman et Carl J. Lawrence
- Costumes : Vera West
- Production : Howard Benedict producteur exécutif et Roy William Neill
- Société de production : Universal Pictures
- Pays d'origine :  États-Unis
- Langue : anglais
- Format : noir et blanc – 35 mm – 1,37:1 – mono (Western Electric Recording)
- Genre : film policier
- Durée : 60 minutes
- Dates de sortie : 
  - États-Unis : 1er février 1946
  - France : 12 juin 1946

## Distribution
- Basil Rathbone : Sherlock Holmes
- Nigel Bruce : Docteur Watson
- Alan Mowbray : Major Duncan-Bleek, alias Moran
- Dennis Hoey : Inspecteur Lestrade
- Renee Godfrey : Vivian Vedder
- Frederick Worlock : Professeur Kilbane
- Mary Forbes : Lady Margaret Carstairs
- Skelton Knaggs : Sands
- Billy Bevan : le contrôleur
- Geoffrey Steele : Ronald Carstairs
- Harry Cording : Mock, le charpentier